# Robert Vautard
Robert Vautard est un climatologue français.

## Biographie
Fils de professeurs de mathématiques, il passe par l'École normale supérieure et par l’université Pierre-et-Marie-Curie puis devient climatologue, et rejoint le Laboratoire de météorologie dynamique, en 1987. Il a publié plus de 230 articles de recherche évalués par des pairs, concernant notamment les événements climatiques extrêmes et leur attribution au changement climatique, la modélisation climatique régional, et les impacts sur le changement climatique dans quelques secteurs économiques. 
Directeur de recherches au CNRS, il dirige depuis 2019 l’Institut Pierre-Simon Laplace où il cherche à développer des services climatiques (visant notamment le transfert de connaissances et de données aux décideurs).
Après avoir été coordonnateur (auteur principal) du chapitre 12 du GT1 du sixième rapport du Groupe d’experts intergouvernemental sur l’évolution du climat, sur « Les informations sur le changement climatique pour l’impact régional et l’évaluation des risques » (publié en août 2021), il est élu coprésident du groupe de travail 1 en 2023, avec le professeur chinois Xiaoye Zhang. Ce groupe évalue les aspects scientifiques du système climatique et du changement climatique. 
Il contribue, coordonne ou pilote aussi des projets européens dont le projet H2020 qui utilise les développements en intelligence artificielle pour l’attribution et les projections des extrêmes climatiques et météorologiques.

### Vidéographie
- « Webinaire : Innover pour la transition écologique », sur www.innoverpourlatransitionecologique.fr (consulté le 23 octobre 2024) et partage des données (PPT)